# Nieuwkoop
Nieuwkoop este o comună și o localitate în provincia Olanda de Sud, Țările de Jos. Comuna a fost lărgită la 1 ianuarie 2007 prin atașarea comunelor Liemeer și Ter Aar.

## Localități componente
Aardam, Korteraar, Langeraar, Nieuwkoop, Nieuwveen, Noordeinde, Noorden, Noordsedorp, Papeveer, Ter Aar, Vrouwenakker, Woerdense Verlaat, Zevenhoven.